# Darsajīn
Darsajīn (persiska: درسجين, دَرِهسَجين, دَرسَهين) är en ort i Iran.   Den ligger i provinsen Zanjan, i den nordvästra delen av landet, 200 km väster om huvudstaden Teheran. Darsajīn ligger 1 681 meter över havet och antalet invånare är 549.
Terrängen runt Darsajīn är kuperad åt sydväst, men åt nordost är den platt.Runt Darsajīn är det ganska glesbefolkat, med 29 invånare per kvadratkilometer. Närmaste större samhälle är Abhar, 14,1 km norr om Darsajīn. Trakten runt Darsajīn består i huvudsak av gräsmarker.